# Vrchlického (Praha)
Vrchlického je pražská ulice v jihozápadních partiích centrální části města, v Košířích. Svým jménem odkazuje na českého literáta Jaroslava Vrchlického, vlastním jménem Emila Fridu.

## Historie
Původním názvem komunikace bylo pojmenování U Motolského potoka. Západní část ulice se roku 1900 přejmenovala na Třebízského, a to podle spisovatele a buditele Václava Beneše Třebízského. Východní část získala v roce 1920 název Vrchlického. Během druhé světové války, počínaje rokem 1940 se obě části ulice přejmenovaly. Západní úsek dostal název Mošnova, podle českého herce Jindřicha Mošny, a východní Zachova, na počest českého hudebního skladatele Jana Zacha. Po skončení války (1945) se obě části vrátily ke svým původním názvům, tedy Třebízského pro západní část, a Vrchlického pro východní. Roku 1947 však byly obě části sceleny v jednu a ulice se od té doby jmenuje Vrchlického. Název Třebízského má ulice na pražských Vinohradech.
Ulice je jednosměrná, odděluje se od ulice Plzeňská a pokračuje asi 1 200 m směrem na východ. Končí za Husovými sady u Malostranského hřbitova a jejím pokračováním je Duškova ulice.

## Neštěstí
- Dne 26. srpna 2018 vypukl v jednom z bytových domů požár.[4]